# Wolfgang Rosenbaum
Wolfgang Rosenbaum OFM (* 27. Mai 1915 in Witten als Fritz Rosenbaum; † 30. September 1942 in Auschwitz) war ein deutscher Laienbruder im Franziskanerorden. Er wurde wegen seiner jüdischen Herkunft im Konzentrationslager Auschwitz ermordet.

## Leben
Fritz Rosenbaum stammte aus einer strenggläubigen jüdischen Familie als Sohn von Ludwig (Louis) Rosenbaum und Elli (Elly) Rosenbaum geb. Marcus. Sein Vater führte in Witten ein Textilgeschäft. Fritz Rosenbaum besuchte die jüdische Volksschule und ab 1926 das Realgymnasium, begann jedoch 1930 eine kaufmännische Lehre in Dortmund. Durch Freunde wurde er mit dem katholischen Glauben bekannt und empfing am 15. September 1933 gegen den entschiedenen Widerstand seines Vaters, der ihn enterbte, die Taufe und am 8. Oktober 1933 das Firmsakrament durch Weihbischof Augustinus Baumann. Ludwig Rosenbaum beging nach Misshandlungen durch die SA 1935 Selbstmord, die Mutter Elli Rosenbaum konvertierte am 20. Dezember 1936 ebenfalls zum Katholizismus. Fritz Rosenbaum hatte 1935 in der Eifel eine landwirtschaftliche Lehre begonnen, kehrte jedoch nach dem Tod des Vaters zu seiner Mutter nach Witten zurück.
Durch Vermittlung seines Heimatpfarrers Johannes Rechmann nahm Fritz Rosenbaum 1938 mit der Sächsischen Franziskanerprovinz (Saxonia) Verbindung auf und bewarb sich am 13. September 1938 in Werl, dem Sitz des Provinzialats, um die Aufnahme in den Orden. Er erhielt aber keine Zusage, weil die Provinzleitung dann Repressalien durch den NS-Staat befürchtete. Fritz Rosenbaum wurde in der Pogromnacht im November 1938 misshandelt und dann von Pfarrer Rechmann bei dessen Schwestern in Düsseldorf versteckt. Am 1. März 1939 wurde er durch Provinzial Meinrad Vonderheide probeweise als Franziskaner aufgenommen und kam unter dem falschen Namen Fritz Rensing ins Kolleg St. Ludwig der Saxonia in Vlodrop (Niederlande), wo er als Schneiderei- und Wäschereigehilfe tätig war. Am 3. Oktober 1939 begann er dort sein Noviziat als Laienbruder im Dritten Orden des heiligen Franziskus und erhielt den Ordensnamen Wolfgang. Beim drohenden Einmarsch der Deutschen in Holland fand er Aufnahme im Kloster Woerden der Niederländischen Franziskanerprovinz und legte 1940 seine Ordensprofess ab. Er war in der Druckerei des Klosters beschäftigt und galt als vorbildlicher Ordensmann, auch wenn er wegen seiner Herkunft von einigen Mitbrüdern gemieden wurde.
Wolfgang Rosenbaum wurde am 2. August 1942, nach dem Hirtenwort des Utrechter Erzbischofs Jan de Jong gegen die Judendeportation, von der Gestapo verhaftet und ins Sammellager Westerbork gebracht, genau wie die Karmelitin Edith Stein. Mit etwa 1000 anderen Christen jüdischer Herkunft wurde er am 7. August 1942 nach Auschwitz deportiert und dort am 30. September 1942 ermordet.

## Ehrung
Die deutsche Römisch-katholische Kirche hat Bruder Wolfgang als Märtyrer aus der Zeit des Nationalsozialismus in das deutsche Martyrologium des 20. Jahrhunderts aufgenommen.